# 1992 XM
1992 XM är en asteroid i huvudbältet som upptäcktes den 14 december 1992 av den japanska astronomen Satoru Otomo i Kiyosato.
Asteroiden har en diameter på ungefär 12 kilometer och den tillhör asteroidgruppen Eos.